# Axonopus polydactylus
Axonopus polydactylus är en gräsart som först beskrevs av Ernst Gottlieb von Steudel, och fick sitt nu gällande namn av Dedecca. Axonopus polydactylus ingår i släktet Axonopus och familjen gräs. Inga underarter finns listade i Catalogue of Life.